# Manfred Körber
Manfred Anton Körber (* 1962 in Lahnstein) ist ein deutscher Pastoraltheologe.

## Leben
Körber studierte von 1982 bis 1988 Katholische Theologie in St. Georgen Frankfurt am Main und in Wien.
Von 1990 bis 1999 war er sozialethischer Mitarbeiter im Forum der Arbeit, einer Initiative von katholischer und evangelischer Kirche, katholischen Sozialverbänden und Gewerkschaften zum Strukturwandel in der Wirtschaftsregion Aachen. Später leitete er das Netzwerk und promovierte 1995 bis 1997 über das kirchliche Engagement im regionalen Strukturwandel an der Universität-Gesamthochschule Paderborn zum Dr. phil. bei Norbert Mette.
Er war Vorsitzender der Pax-Christi-Kommission Rüstungsexport sowie Mitglied des geschäftsführenden Vorstands.
Von 1999 bis 2002 arbeitete er als Diözesanreferent für Arbeiter- und Betriebspastoral im Bistum Aachen. Von 2002 bis 2018 war er Leiter der Abteilung Grundfragen und -aufgaben der Pastoral im Bischöflichen Generalvikariat im Bistum Aachen. Während dieser Zeit hatte er einen Lehrauftrag an der Katholischen Hochschule Nordrhein-Westfalen, Abteilung Aachen.
Seit 2018 ist Körber als Geschäftsführer und Leiter des Nell-Breuning-Hauses, einem Tagungs- und Bildungszentrums von KAB und CAJ in Herzogenrath tätig.
Er ist stellvertretender Vorsitzender des Beirates von Action medeor sowie Sprecher des Koordinationskreises kirchlicher Arbeitslosenarbeit.
Seit 2019 beschäftigt er sich wieder verstärkt mit Fragen der Strukturpolitik im Rheinischen Revier. Unter anderem ist er Mitglied der Lenkungsgruppe des Projekts BioökonomieREVIER.

## Forschungs- und Arbeitsschwerpunkte
Körbers Forschungs- und Arbeitsschwerpunkte sind Sozialkatholizismus/Katholische Sozialverbände, Betriebsseelsorge, Diakonische Pastoral (aus der Perspektive von Initiativen), Digitalisierung in der Erwachsenenbildung, Strukturwandel.

## Veröffentlichungen (Auswahl)
- Regionalentwicklung als Feld kirchlichen Handelns. Das „Forum der Arbeit“ im Bistum Aachen (= Dissertation. Universität Paderborn, 1997). Matthias-Grünewald-Verlag, Mainz 1998, ISBN 3-7867-2072-X[10]
- als Hrsg. mit Rainer Krockauer: Glaubenszeugnisse in sozialer Arbeit und Diakonie. Impulse für Kirche und Gesellschaft. Werkstatt Theologie; Bd. 8. LIT Verlag, Berlin/Münster 2008, ISBN 978-3-8258-0096-3.
- Entspannt bleiben. Ein Beitrag zu theologisch verantworteter Leitung in der Kirchenkrise. Einhard Verlag, Aachen 2018, ISBN 978-3-943748-45-1.
- mit Daniela Böhringer, Lieselotte Jennes-Rosenthal: Armuts- und Sozialbericht. Dgvt-Verlag, 1999, ISBN 978-3-87159-814-2.
- Kirche und Regionalentwicklung. Oswald-von-Nell-Breuning-Haus, Herzogenrath, 1997[11]
- mit Ullrich Deller: Auf der Kippe. Jugend in der Krise der Erwerbsarbeit. Meinhardt, Idstein, 2000. ISBN 978-3-933325-06-8.
- mit Ulla Peters und Sabine Weck: Wirtschaften im Kontext. Neue Räume für eine solidarische und nachhaltige Ökonomie? Bericht in Kooperation des ZAREWI Projekt Bauhaus Dessau und ILS Dortmund. Dortmund/Dessau, 2001.

### Herausgeber
- ZAM – Zeitung für Arbeit und Menschenwürde, Projektgruppe Kirche und Arbeiterschaft des Bistums Aachen